# Geheimzeichen LB 17
Geheimzeichen LB 17 ist ein deutscher Spielfilm, den die Terra 1938 produziert und durch ihren hauseigenen Verleih am 9. August 1938 in die Kinos gebracht hat.
Der von Philipp Lothar Mayring, Ludwig Metzger und Berthold Ebbecke geschriebene und von Viktor Tourjansky inszenierte Film (Kriminalfilm, Politfilm) erzählt die Geschichte des Offiziers Arvan Terno, der gemeinsam mit dem Polizeikommissar Borel sein Land vor einem anarchistischen Staatsstreich schützt und die Identität des Mannes ermittelt, der gleichzeitig der Anführer der Aufrührer und der Spitzel ist, der für die Verschwörer die Regierung aushorcht.

## Handlung
Ort der Handlung ist zunächst der Ort Vlaza in einem fiktiven osteuropäischen Land, die Zeit die Gegenwart.
Nur weil zwei Betrunkene nachts einen Weg über die Gleise einschlagen und einer von ihnen buchstäblich über einen Sprengsatz stolpert, kann ein Attentat auf den Sonderzug des Kriegsministers vereitelt werden. Hinter dem Anschlagsversuch, bei dem einer der Betrunkenen erschossen wird, steckt, wie Polizeikommissar Borel schnell herausfindet, der Geheimbund „Uragan“. Hinter dieser Bezeichnung verbirgt sich eine Sektion der Internationalen Anarchisten, also eine terroristische Organisation, die an der Zerstörung des Landes arbeitet. Später im Handlungsverlauf werden die Zuschauer erfahren, dass „Uragan“ von einem Mann namens Lenski angeführt wird. Diesen Lenski zu finden und unschädlich zu machen, ist Borels eigentliches Ziel.
Borel reist nach Vlaza, um am Tatort Spuren zu sichern. Er entdeckt eine Zigarettenkippe der seltenen Marke Dragar und den nicht explodierten Sprengsatz, der zu seiner Überraschung ganz modern ist und offenbar aus Heeresbeständen stammt. Borel ist nicht der erste, der den Tatort absucht: Noch vor ihm ist auch Arvan Terno dort und entdeckt am Boden ein unvollständiges Streichholzheftchen mit dem Aufdruck „Ca...“. Als Borel sich nähert, flieht Terno, und das Kinopublikum bleibt zunächst im Unklaren darüber, welche Rolle Terno im Zusammenhang des Verbrechens und seiner Aufklärung spielt. Erst später im Handlungsverlauf offenbart sich, dass Terno Hauptmann ist und kürzlich in den Generalstab berufen wurde, um als verdeckter Ermittler an der Zerschlagung von „Uragan“ mitzuwirken.
Am Tatort beobachten Borel und seine Leute noch, wie Terno in seinem auffälligen Cabriolet davonfährt. Borel und Terno sind alte Freunde; da Borel Terno in der Dunkelheit nicht erkennt, glaubt er, der Flüchtige gehöre zu den Tätern, und lässt nach ihm fahnden. Tatsächlich wird Terno mit seinem Wagen an einer Kontrollstelle abgefangen, gerät dabei aber an zwei unfähige Beamte, die ihn davonkommen lassen.
Terno entdeckt, dass „Ca...“ auf das Revuetheater „Cascade“ verweist. Als er seine Recherchen dort fortsetzt, erfährt er, dass die Streichholzheftchen ganz neu und sind bisher nur in der Direktion Verbreitung gefunden haben. Auf der Bühne erkennt er den weiblichen Star des Hauses wieder, Manja Dusan, seine alte Liebe, die eigentlich Maria Dusanowitsch heißt. Weil er den Kontakt erneuern möchte – Terno ist nicht nur ein pflichteifriger, ehrgeiziger Offizier, sondern auch ein Bonvivant und Charmeur –, versucht er bei der Blumenverkäuferin des Theaters alle vorhandenen roten Rosen aufzukaufen. Dabei erfährt er, dass er nicht der einzige ist, der sich um Manjas Gunst bemüht: Leutnant Robby Glawar hat bereits die Hälfte der Rosen gekauft.
Aus Gründen, die für das Kinopublikum erst später im Handlungsverlauf ersichtlich werden, will der Direktor des Theaters, Bjelinski, nicht, dass Glawar in seinem Hause gesehen wird, er muss verschwinden, und so erhält an diesem Abend nur Terno Gelegenheit, Manja zu sehen. Diese liebt Terno, hatte ihn jedoch nie für sich gewinnen können. Ob er sich nicht hatten binden wollen oder die Arbeit ihm, wie er sagt, für die Liebe tatsächlich nicht genug Zeit gelassen hat, lässt der Film offen.
Durch sein auffälliges Auto wird Terno, als er das Theater verlässt, von der Polizei erkannt und verhaftet. Der Vorgang gestaltet sich burlesk: Terno leistet gegen seine Festnahme nicht nur keinen Widerstand, sondern chauffiert die drei Beamten im eigenen Auto zur Polizeiwache. Dort trifft er endlich auf Borel, und die Zuschauer erfahren, wer Terno ist. Borel hält Manja, die früher eine politische Agentin gewesen sein soll, für eine Komplizin der Verbrecher und warnt Terno vor ihr; tatsächlich hatte Terno, was sie verdächtig macht, in Manjas Garderobe eines der Streichholzheftchen bemerkt. Bevor die beiden Männer auseinandergehen, vereinbaren sie, im Bedarfsfall ein Schließfach im Postamt als toten Briefkasten zu nutzen.
Im Keller des Theaters „Cascade“ befindet sich – gut versteckt – das Hauptquartier der Anarchisten, samt einer Druckerei und einer Funkzentrale. Theaterdirektor Bjelinski ist Teil der Organisation. Als er durch seinen Verbindungsmann, Oberleutnant Kowall, erfährt, dass Terno, der bei Manja jetzt ein- und ausgeht, nicht nur von der Polizei gesucht wird, sondern auch Offizier ist, plant er, ihn als Spion anzuwerben. Manja soll helfen, ihn einzuwickeln. Er beschäftigt sie nicht nur für die Bühne, sondern auch als Lockvogel, mit der er neue Mitglieder für „Uragan“ rekrutiert.
In Manjas Wohnung begegnet Terno erneut deren Verehrer Glawar, von dem man sagt, er habe sich den Fuß verstaucht (Borel findet später heraus, dass Glawar am Abend des Attentats wegen einer angeblichen Fußverletzung seinem Dienst ferngeblieben war); Glawar hinkt aber nicht. Um Bjelinskis Wunsch zu entsprechen, lotst Manja Terno anschließend auf eine Abendgesellschaft, auf der auch einige der Anarchisten zugegen sind. Terno entdeckt dort, dass Glawar Dragar-Zigaretten raucht. Später am Abend verliert Terno beim Kartenspiel einen enormen Geldbetrag. Um Terno auf seine Seite zu bringen, kauft Bjelinski den Wechsel und kündigt Manja an, dass er Terno für die Rückzahlung sehr großzügige Konditionen gewähren wird. Wieder überlässt er es Manja, Terno zuzureden, dass er Bjelinski vertrauen möge.
Noch während der Abendgesellschaft hatte Terno Boren telefonisch über seinen Verdacht gegen Glawar informiert. Borel bringt in Erfahrung, dass Glawar für die Tatnacht nicht nur kein Alibi hat, sondern dass er auch ein hervorragender Schütze ist. Der Verdacht, dass der Attentatsversuch auf sein Konto geht, erhärtet sich, als Borel und sein Assistent heimlich Glawars Wohnung durchsuchen und dort eine Sprengkapsel vom selben Typ finden, die auch beim Attentat verwendet werden sollte.
Die Anarchisten erfahren durch einen Spitzel, dass gegen Glawar ein Haftbefehl erlassen wurde. Glawar taucht unter. Er ist im Herzen kein Verbrecher, hatte sich der Organisation aber angeschlossen, um in Manjas Nähe sein zu können. Als Bjelinski ihn zu sich ruft – zweifellos um ihn, da er für die Organisation ein Risiko geworden ist, zu töten – versteckt Glawar sich schließlich in Manjas Garderobe, wo er von Manja und Borel kurz darauf erschossen aufgefunden wird. Alles weist auf einen Selbstmord hin; da das Fenster offen steht, ahnt Borel jedoch, dass ein anderer geschossen hat und durch das Fenster entkommen ist.
Noch während der Abendgesellschaft hatte Terno in einem Nebenraum Morsecode gehört und notiert. In der Chiffrierzentrale des Militärs, mit der er später zusammenarbeitet, wird er erfahren, dass sich hinter dem Geheimzeichen „LB 17“ das Rufzeichen eines unbekannten Funksenders verbergen muss. Die Mitarbeiter der Abteilung finden nicht nur den Sender, sondern knacken auch den Code, mit dem die Nachrichten verschlüsselt werden.
Terno erklärt sich bereit, als Gegenleistung für Hilfe in der Wechselangelegenheit mit den Anarchisten zu kooperieren. Bjelinski wünscht erstens detaillierte Informationen über die Verteidigungsmaßnahmen, die die Regierung im Falle eines bewaffneten Aufstandes treffen würde. Zweitens soll Terno für die Verschwörer einen strategisch ausgearbeiteten Angriffsplan ausarbeiten. Zum Schein lässt Terno sich auf beides ein und fingiert Informationen, die authentisch und raffiniert aussehen, die Aufständischen aber in die Irre führen sollen.
Eher gestört als unterstützt werden Ternos und Borels Ermittlungsarbeiten von Polizeipräfekt Alexander Stojan. Dieser setzt Borel unter psychologischen Druck, weil er angeblich keine Fortschritte macht. An Terno macht er sich im Gegenteil liebedienerisch heran, um über die Ermittlungen detailliert auf dem Laufenden gehalten zu werden.
Im Anschluss an eine Generalstabsitzung, an der neben mehreren Generälen auch der Kriegsminister, der Innenminister und der Polizeipräfekt teilnehmen, ändert der Sender WB 17 plötzlich seinen Code. Terno hatte auf der Sitzung berichtet, dass der Code geknackt wurde: Wenn diese Information nach außen gedrungen ist, muss im Generalstab ein Verräter sitzen!
Dass Terno nun scheinbar für die Anarchisten arbeitet, beunruhigt Manja zutiefst. Sie weiß nicht genau, was Bjelinski treibt, ahnt aber, dass es nichts Gutes ist, und hat Angst um Terno – zu Recht, wie sich bald zeigen wird. Um durch ihre Vermittlungsdienste nicht länger Schuld auf sich zu laden, stellt sie Bjelinski ihre Kündigung in Aussicht. Da erfährt Bjelinski durch den noch immer mysteriösen Lenski, dass Terno ein Spitzel der Regierung ist. Manja bekommt das mit und warnt Terno; Bjelinski erschießt sie daraufhin. Von Borel geführt, dringt die Polizei ins Theater ein und entdeckt im Keller das Hauptquartier der Anarchisten, die allerdings geflohen sind. Auch die neue Chiffre wird gefunden. Der Kriegsminister vertraut Terno das Kommando für die Abwehr des erwarteten Aufstandes an; dieser lässt alle strategisch wichtigen Punkte der Stadt sichern.
Borel hat inzwischen einen konkreten Verdacht, wer Lenski ist, und durchsucht heimlich dessen Büro (die Zuschauer wissen immer noch nicht, um wen es sich handelt). Er findet belastendes Material, das es ihm unter anderem ermöglicht, das neue Hauptquartier der Anarchisten zu lokalisieren. Bjelinski wird verhaftet.
Da berichtet der Polizeipräfekt dem Generalstab, dass es ihm gelungen sei, Lenski zu identifizieren: Lenski sei kein anderer als Polizeikommissar Borel! Terno glaubt dies nicht, kann aber nicht verhindern, dass ein entsprechender Verhaftungsbefehl ergebt. Bevor die Polizei in Borels Büro eindringen kann, fällt darin ein Schuss. Borel wird tot aufgefunden und alles deutet darauf hin, dass er sich seiner Verhaftung durch Selbstmord entzogen hat. Borels Assistent entdeckt jedoch, dass der Tote statt einer einzigen zwei Schusswunden aufweist. Da auch an diesem Schauplatz ein Fenster weit offen steht, zieht Terno den Schluss, dass Borel bereits zuvor, an einem anderen Ort erschossen und dann in sein Büro gebracht wurde, wo der Täter erneut auf ihn schoss und dann durchs Fenster floh.
Noch vor seiner Ermordung hatte Borel auf seiner Manschette eine stenografische Nachricht an Terno hinterlassen: einen Hinweis auf den toten Briefkasten. Terno entdeckt dort das belastende Material, das Borel im Schreibtisch des Polizeipräfekten (!) gefunden hatte. Lenski ist damit identifiziert; er wird sich vor dem Kriegsgericht zu verantworten haben. Für die Überführung des Verbrechers dankt der Kriegsminister Terno im Namen der Nation und befördert ihn zum Oberst. Terno winkt bescheiden ab: „Exzellenz, ich habe nur meine Pflicht getan.“

## Produktion und Uraufführung
Bei der Produktion des Films fanden erstmals zwei der Stabmitglieder zusammen, die 1940 auch an dem bekanntesten antisemitischen Propagandafilm aus der NS-Produktion, Jud Süß, mitgewirkt haben, nämlich Produzent Otto Lehmann und Drehbuchautor Ludwig Metzger. Lehmann hatte seine Laufbahn als freiberuflicher Aufnahmeleiter begonnen und dann als Produzent erst für die FDF gearbeitet, bis die Terra ihn für den Film Geheimzeichen LB 17 erstmals als Herstellungsleiter einsetzte. Alle fünf Filme, die Lehmann für die Terra produziert hat, hatten ausgeprägte Elemente von Action und/oder NS-Propaganda. Der 1898 in Karlsruhe geborene und 1948 in Berlin gestorbene Ludwig Metzger, der zwei Jahre später eine der treibenden Kräfte hinter der Produktion von Jud Süß war, schrieb das Drehbuch für Geheimzeichen LB 17 gemeinsam mit dem in diesem Fach sehr produktiven und vielseitigen Philipp Lothar Mayring und Berthold Ebbecke, der eigentlich Schauspieler war (und in dem Film sogar eine kleine Rolle übernahm) und hier erstmals an einem Drehbuch mitschrieb.
Weitere Mitglieder des Produktionsstabs:
- Aufnahmeleiter: Werner Drake, William Neugebauer
- Regieassistent: Emil Burri
- Kameraassistenten: Fritz Nerlich, G. F. Peters
- Bauten: Erich Czerwonski, Carl Böhm
- Maske: Adolf Arnold, Arthur Schramm
- Ton: Werner Pohl, Erich Schmidt
- Choreografie: Fritz Böttger

Regisseur Viktor Tourjansky war ein Experte für gepflegte Actionfilme, aber auch für große Melodramen mit Diven wie Zarah Leander und Brigitte Horney.
Willy Birgel, der in Geheimzeichen LB 17 die männliche Hauptrolle spielt, war seit dem Film Verklungene Melodie einer von Tourjanskys bevorzugten Darstellern. Bis 1940 haben Tourjansky und Birgel noch vier weitere Filme gemeinsam gemacht. Der zum Produktionszeitpunkt 46-jährige Birgel war seit Mitte der 1930er Jahre einer der ganz großen Frauenschwärme und Publikumslieblinge des NS-Kinos. Joseph Goebbels hatte ihn 1937 zum Staatsschauspieler ernannt. Birgels Leinwandpartner, der 44-jährige Otto Wernicke, benötigte als Ehemann einer Jüdin, um seinen Beruf ausüben zu dürfen, von Goebbels eine Sondergenehmigung und hatte diese auch bekommen. Seit Fritz Langs Tonfilmklassikern M (1931) und Das Testament des Dr. Mabuse (1933) war Wernicke immer wieder in Polizistenrollen zu sehen gewesen.
Hilde Weissner war seit 1933 ein bekanntes Gesicht auf der Leinwand und eine Spezialistin für selbstbewusste, starke Frauenfiguren, die allerdings manchmal der – lieblicheren – Leading Lady als Rivalin in die Quere kommen. Das Lied Auf den Flügeln bunter Träume, das sie im Film Geheimzeichen LB 17 präsentiert, ist von Franz Grothe (Musik) und Willy Dehmel (Text). Die tiefe Singstimme ist nicht die von Weissner, sondern von Kirsten Heiberg. Eine Coverversion wurde 1977 von Milva gesungen.
Die Dreharbeiten begannen am 22. Februar 1938 und endeten im April. Außenaufnahmen entstanden auf dem Freigelände Babelsberg und in Seddin. Der Film ist in Schwarzweiß und 35 mm bei einem Seitenverhältnis von 1:1,37 produziert.
Bei der Zensurvorlage am 22. Februar 1938 lag eine Kopie von 2643 Metern bzw. 96 Minuten Länge vor. Den Verleih übernahm die Terra-Filmkunst GmbH Berlin. Die Uraufführung fand am 9. August 1938 im Ufa-Palast am Zoo, Berlin statt. Zu einer erneuten Zensurvorlage kam es am 2. Dezember 1941; die zugrundegelegte Kopie war 2589 Meter bzw. 94 Minuten lang. Ein drittes Mal wurde der Film am 24. Januar 1944 zensiert (2650 Meter, 97 Minuten).
In Breslau war der Film – nach den beiden Zarah-Leander-Filmen Heimat und Der Blaufuchs, dem Kriegs- und Propagandafilm Pour le Mérite und dem Heinz-Rühmann-Lustspiel Dreizehn Stühle – der fünfterfolgreichste deutsche Spielfilm der Spielzeit 1938/1939.
Aufgrund einer Entscheidung der alliierten Filmzensur durfte der Film nach Kriegsende zunächst nicht wieder aufgeführt werden.
In der Bundesrepublik Deutschland kam es am 16. Dezember 1971 (2605 Meter, 95 Minuten) zu einer FSK-Prüfung. Am 21. November 1996 wurde die Prüfung wiederholt (2612 Meter, 95 Minuten).

## Kritik
„Ein spannender Abenteuerfilm, der damals auch wegen der hervorragenden Regie und der guten Besetzung sehr beliebt war. Großen Anteil an diesem Erfolg hatte natürlich Publikumsliebling Birgel.“